# 安田瑞代
安田 瑞代（やすだ みずよ、1960年5月21日 - ）は、RKB毎日放送の元アナウンサー、番組制作プロデューサー、取締役(オーディオコンテンツ担当)。

## 略歴
福岡県北九州市出身。福岡県立戸畑高等学校、福岡女学院短期大学卒業。
1981年にRKB毎日放送入社。
妊娠・出産による休暇を繰り返しながらもママさんアナウンサーとしてテレビ・ラジオで活躍。
一方でディレクターを務めたラジオドキュメンタリーでギャラクシー賞授賞経験がある。2014年からはテレビ番組『感動!レジェンド動物園』シリーズのプロデューサーも務めている。
2008年秋にアナウンス部長、2012年に報道制作センターコンテンツ制作部長・アナウンス部長、2013年1月に報道制作センター局次長・コンテンツ制作部長・アナウンス部長。その後も在籍。

## 人物
- 「祖母にいつでも自分の元気な姿を見せたい」と思ったのがアナウンサーを志したきっかけ[1]。

- 花柳流日本舞踊を小学3年生の時からやっている[1]。

## 過去の担当番組

### テレビ
- 探検!九州 - 産休や担当交代で外れた期間を挟みながらも、1990年の放送開始当初から2014年の番組終了まで長らく担当。
- ザ・ベストテン（福岡・佐賀地区担当追っかけウーマン、1983年 - 1989年）[1][3]
- 朝のホットライン（RKBホットラインアナ）[1]

プロデューサーとして
- 感動!レジェンド動物園 ～世界が認めた熱血飼育員～[4]（2014年7月21日）
- 感動!レジェンド動物園2 〜滝川クリステルが行く命の楽園〜[5]

### ラジオ
- 井上サトルの絶対ラジオ[1]
- ごきげんラジオ安藤豊のぐーちょきぱー
- 中西一清スタミナラジオ（1996年 - 2008年9月26日）
- 空想労働シリーズ サラリーマン 第1話（2023年8月22日） - アナウンサー 役[6]
  - 帰りたいサラリーマン 第8話（2024年10月12日） - アナウンサー 役

ディレクターとして
- 死のうなんて思ってないよ 〜先天性 心臓病と向き合う子供達（2004年度ギャラクシー賞優秀賞）
- ガクランを着た乙女達（2005年度日本民間放送連盟賞・優秀賞、第32回放送文化基金賞・ラジオ番組賞・企画賞）